# Manfred Roeder
Pour les articles homonymes, voir Roeder.
Manfred Roeder, né le 6 février 1929 et mort le 30 juillet 2014, est un avocat allemand, considéré comme négationniste de l'Holocauste et jugé comme terroriste néonazi.

## Biographie
Il fréquente l'Institut national d'éducation politique de Plön et participe à la bataille de Berlin en 1945 et, après la Seconde Guerre mondiale, devient membre du parti allemand CDU,. Après avoir quitté le parti, il forge des liens avec l'extrême droite, en Allemagne et à l'étranger, y compris le Ku Klux Klan.
En 1971, il est l'avocat de Rudolf Hess, et devient révisionniste. En 1973, il écrit l'avant-propos du livre négationniste Le Mensonge d'Auschwitz de Thies Christophersen. Il organise la première manifestation pour la libération de Rudolf Hess en 1974 pour son 80e anniversaire.
En 1980, les Deutsche Aktionsgruppen (organisations néonazies qu'il a fondées), attaquent des bâtiments qui abritent des travailleurs étrangers et des demandeurs d'asile,. Deux Vietnamiens sont tués. Roeder est condamné à 13 ans de prison en 1982, puis libéré en 1990, aux deux tiers de sa peine.
En 1996, à Erfurt, il saccage une exposition détaillant le rôle de la Wehrmacht dans l'Allemagne nazie. Il est poursuivi et condamné à une amende de 4 500 Deutsche Mark pour les dégâts matériels.
En 1997, le programme d'actualité britannique Panorama révèle qu'en 1995, Roeder a été invité, en tant que conférencier, à l'Académie de formation des officiers militaires allemands à Hambourg. Ce scandale, ainsi que le fait que Roeder a reçu des dons financiers de l'armée, conduit au limogeage du commandant de l'académie.
En 1998, à Stralsund, Roeder est candidat aux élections régionales sous l'étiquette du parti d'extrême droite NPD, se présentant comme « Chancelier alternatif 1998 ». Sans succès.
En mai 2005, Roeder retourne en prison. Il meurt le 30 juillet 2014, à l'âge de 85 ans.